# Messydhake
Messydhake (Petroica macrocephala) är en fågel i familjen sydhakar inom ordningen tättingar.

## Utseende och läte
Messydhaken är en liten fågel med tydligt stort huvud och kort stjärt. Fjäderdräkten varierar beroende på kön och geografi. Hanen är generellt svart och vit, honan brun och vit. Båda könen har en vit fläck vid näbbroten. Hanens sång är ett melodiskt "ti-oly-oly-oly-ho", ofta liknad vid ljudet av en gnisslig grind som öppnas och stängs.

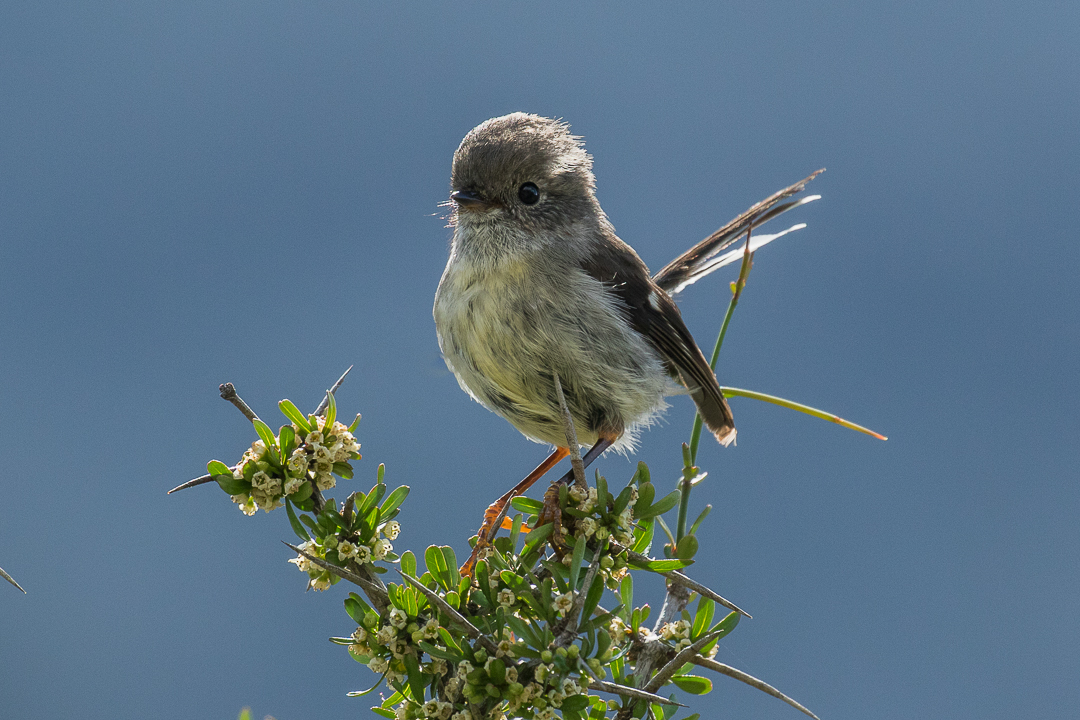
Hona.

## Utbredning och systematik
Messydhaken förekommer endast i Nya Zeelands övärld. Den delas in i fem underarter med följande utbredning:
- macrocephala-gruppen
  - Petroica macrocephala toitoi – förekommer på Nordön och närliggande öar (Nya Zeeland)
  - Petroica macrocephala macrocephala – förekommer på Sydön och Stewart Island (Nya Zeeland)
  - Petroica macrocephala marrineri – förekommer på Aucklandöarna
  - Petroica macrocephala chathamensis – förekommer på Chathamöarna
- Petroica macrocephala dannefaerdi – förekommer på Snareöarna

Sedan 2016 urskiljer Birdlife International och naturvårdsunionen IUCN dannefaerdi som den egna arten "snaresydhake". 

## Levnadssätt
Messydhaken är en skogslevande fågel som föredrar högväxta ursprungliga skogar, men kan också ses i buskmarker och stånd med inplanterade träd. Den födosöker mestadels i undervegetationen, men kan komma fram i det öppna. Den ses sitta intill stammar och på grenar varifrån den gör utfall för att fånga insekter.

## Status
IUCN bedömer hotstatus för underartsgrupperna (eller arterna) var för sig, macrocephala som livskraftig och dannefaerdi som sårbar.